# Громове
Громове́ (до 1948 року — Кипчак; крим. Qıpçaq, раніше — Бел-Авуз-Кипчак, крим. Bel Avuz Qıpçaq) — село Євпаторійського району Автономної Республіки Крим. Розташоване на півдні району.

## Географія
Громове — село на південному сході району, у степовому Криму, в 2 км від берега Каламітської затоки Чорного моря, висота центру села над рівнем моря — 40 м. Найближчі населені пункти — Знаменське в 1 км на південний схід і Окунівка в 7, 5 км на південний захід. Відстань до райцентру близько 18 км, найближча залізнична станція — Євпаторія — приблизно в 67 км.
У Громові 8 вулиць.

## Населення
У 2014 році в селі живе 321 людина.

## Соціальна сфера
У Громові є: відділення пошти, дитячий садок, бібліотека-філія № 1, фельдшерсько-акушерський пункт.

## Пам'ятки
Біля села знаходиться Кульчуцьке городище, давнє греко-скіфське городище.